# Cy Kendall
Pour les articles homonymes, voir Kendall.

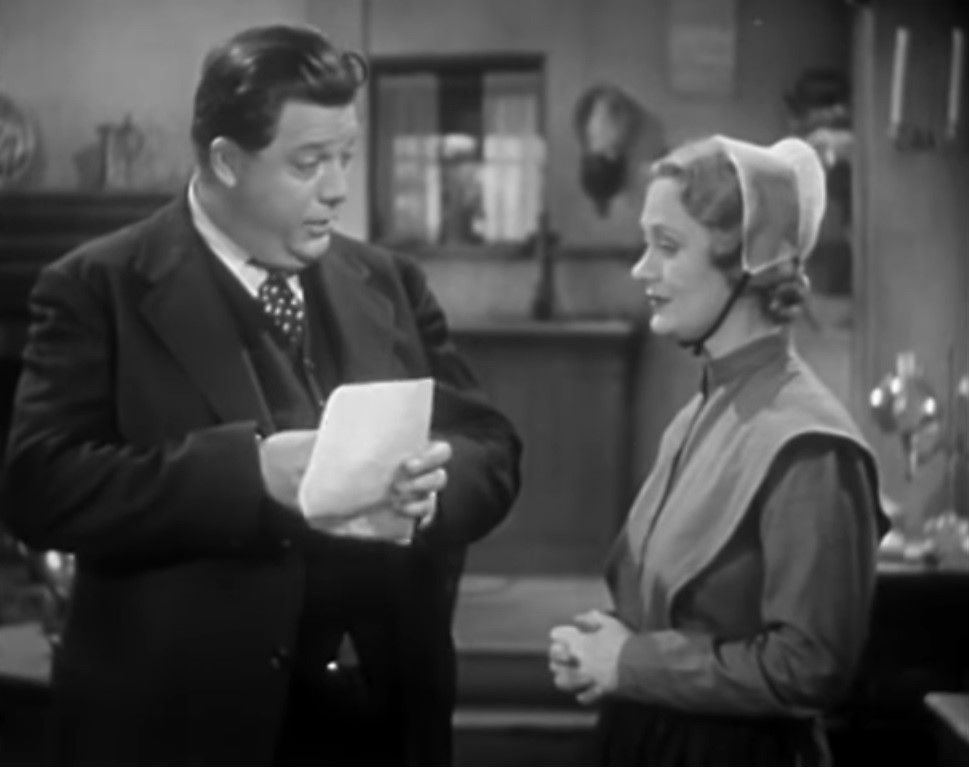
Cy Kendall dans Sérénade sur la glace (Breaking the Ice) (1938),
avec Dolores Costello

Cyrus (Willard) « Cy » Kendall, né le 10 mars 1898 à Saint-Louis (Missouri) et mort le 22 juillet 1953 à Los Angeles (quartier de Woodland Hills, Californie), est un acteur américain.

## Biographie
Cy Kendall est au cinéma un second rôle prolifique (parfois non crédité), apparaissant dans cent-quarante-sept films américains, les trois premiers (dont un court métrage) sortis en 1935 ; le dernier est Voyage à Rio de Robert Z. Leonard (1950, avec Ann Sothern et Jane Powell).
Entre autres acteur de western, il contribue notamment à La Rivière écarlate (King of the Pecos) de Joseph Kane de Joseph Kane 1936, avec John Wayne et Muriel Evans), Billy le Kid le réfractaire de David Miller et Frank Borzage (1941, avec Robert Taylor dans le rôle-titre et Brian Donlevy), ou encore La Reine de l'argent de Lloyd Bacon (1942, avec George Brent et Priscilla Lane).
En dehors du western (souvent comme détective ou policier), mentionnons La ville gronde de Mervyn LeRoy (1937, avec Claude Rains et Gloria Dickson), La Vallée des géants de William Keighley (1938, avec Wayne Morris et Claire Trevor), La Fille et son cow-boy de William A. Seiter (1943, avec John Wayne et Jean Arthur), La Rue rouge de Fritz Lang (1945, avec Edward G. Robinson et Joan Bennett), ainsi que Ma femme est un grand homme de H. C. Potter (1947, avec Loretta Young et Joseph Cotten).
Pour la télévision américaine, Cy Kendall joue dans quatre séries policières entre 1949 et 1951. Puis il se retire, souffrant d'une maladie cardiovasculaire qui l'emporte prématurément en 1953, à 55 ans.

## Filmographie partielle

### Cinéma
- 1936 : San Francisco de W. S. Van Dyke : un maître d'hôtel
- 1936 : La Rivière écarlate (King of the Pecos) de Joseph Kane : Alexander Stiles
- 1936 : Les Écumeurs de la mer (Sea Spoilers) de Frank R. Strayer : un détective
- 1936 : The Public Pays d'Errol Taggart (en) (court métrage) : le chef de la police John Carney
- 1936 : Le Danseur pirate (Dancing Pirate) de Lloyd Corrigan : le cuisinier du Bouncing Betty
- 1936 : La Brute magnifique (The Magnificent Brute) de John G. Blystone : le chef de la police
- 1936 : La Chevauchée solitaire (The Lonely Trail) de Joseph Kane : Adjudant-Général Benedict Holden
- 1937 : La ville gronde (They Won't Forget) de Mervyn LeRoy : Détective Laneart
- 1937 : Angel's Holiday de James Tinling : le chef de police Davis
- 1938 : La Bataille de l'or (Gold Is Where You Find It) de Michael Curtiz : Kingan
- 1938 : The Invisible Menace de John Farrow : Colonel Bob Rogers
- 1938 : L'École du crime (Crime School) de Lewis Seiler : Morgan
- 1938 : Hawaii Calls d'Edward F. Cline : le policier
- 1938 : La Vallée des géants (Valley of the Giants) de William Keighley : Shérif Graber
- 1938 : Sérénade sur la glace (Breaking the Ice) d'Edward F. Cline : Judd
- 1939 : Chantage (Blackmail) de H. C. Potter : le shérif du sud
- 1939 : Sous faux pavillon (Calling All Marines) de John H. Auer : Big Joe Kelly
- 1940 : Mon épouse favorite (My Favorite Wife) de Garson Kanin : le détective arrêtant Nick
- 1940 : André Hardy va dans le monde (Andy Hardy Meets Debutante) de George B. Seitz : M. Carrillo
- 1941 : Les Oubliés (Blossoms in the Dust) de Mervyn LeRoy : Harrington
- 1941 : Billy le Kid le réfractaire (Billy the Kid) de David Miller et Frank Borzage : Shérif Cass McAndrews
- 1941 : They Dare Not Love de James Whale : Major Kenlein
- 1942 : Les Aventures de Tarzan à New York (Tarzan's New York Adventure) de Richard Thorpe : Colonel Ralph Sergeant
- 1942 : Le meurtrier s'est échappé (Fly-by-Night) de Robert Siodmak : Dahlig
- 1942 : La Reine de l'argent (Silver Queen) de Lloyd Bacon : le shérif
- 1942 : Born to Sing d'Edward Ludwig
- 1942 : En route vers le Maroc (Road to Morocco) de David Butler : un vendeur de fruits
- 1942 : Une nuit inoubliable (A Night to Remember) de Richard Wallace : Louis Kaufman
- 1942 : Johnny, roi des gangsters (Johny Eager) de Mervyn LeRoy : Halligan
- 1943 : La Fille et son cow-boy (A Lady Takes a Chance) de William A. Seiter : le patron de la maison de jeu
- 1944 : Kismet de William Dieterle : le héraut
- 1944 : L'Amazone aux yeux verts (Tall in the Saddle) d'Edwin L. Marin : Cap, le barman
- 1944 : Vacances de Noël (Christmas Holiday) de Robert Siodmak : Teddy Jordan
- 1944 : Le Président Wilson (Wilson) d'Henry King : Charles F. Murphy
- 1945 : La Rue rouge (Scarlet Street) de Fritz Lang : Nick
- 1945 : Pris au piège (Cornered) d'Edward Dmytryk : un détective
- 1946 : Blonde for a Day de Sam Newfield : Inspecteur Pete Rafferty
- 1946 : Sans réserve (Without Reservations) de Mervyn LeRoy : le garant de la caution
- 1947 : La Dame du lac (Lady in the Lake) de Robert Montgomery : un geôlier
- 1947 : Bury Me Dead de Bernard Vorhaus
- 1947 : Sinbad le marin (Sinbad the Sailor) de Richard Wallace : Hassan-Ben-Hassan
- 1947 : Ma femme est un grand homme (The Farmer's Daughter) de H. C. Potter : Sweeney
- 1948 : In This Corner de Charles Reisner
- 1948 : Appelez nord 777 (Call Northside 777) d'Henry Hathaway : le deuxième barman
- 1950 : Voyage à Rio (Nancy Goes to Rio) de Robert Z. Leonard : Capitaine Ritchie

### Télévision
(séries)
- 1949-1950 : Mysteries of Chinatown (en), épisodes indéterminés : un détective
- 1951 : Public Prosecutor (en), saison unique, épisode 10 The Case of the Devil's Heart de Lew Landers : Latch